# Embrafilme
Embrafilme (nom sencer: Empresa Brasileira de Filmes S.A.) va ser una empresa estatal brasilera creada el 12 de setembre de 1969 per a la producció, finançament i distribució de pel·lícules brasileres. La companyia va ser dissolta el 16 de març de 1990 pel Programa Nacional de Privatització, impulsat pel govern del president Fernando Collor de Mello.
Actualment, les funcions reguladores i de finançament del sector audiovisual brasiler són mantingudes per Ancine, una agència federal creada l'any 2001. L'àrea de distribució és ara responsabilitat del sector privat.